# Huisorde van de Trouw

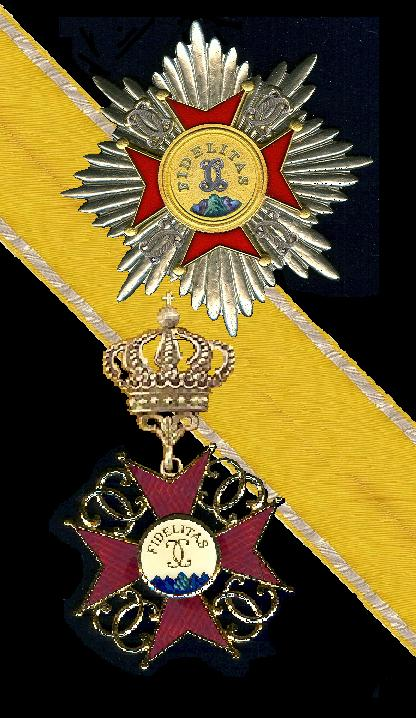
Kruis, lint en ster van de "Huisorde van de Trouw" van Baden. Het kruis is ongewoon groot en zwaar.

De Huisorde van de Trouw (Duits: Hausorden der Treue), werd op 17 juni 1715 door Karl Wilhelm, Markgraaf tot Baden-Durlach gesticht als Ordre de la fidélité (Frans voor "Orde van de Vriendschap". De orde kende een enkele graad en de markgraaf was de soeverein van de Orde.
De Orde moest herinneren aan het stichten van de nieuwe residentie, "Karlsruhe" genaamd.
Deze ridderorde werd in 1803 door Karel Frederik van Baden ter gelegenheid van het verkrijgen van de keurvorstelijke waardigheid uitgebreid met een commandeursklasse.
In 1840 kreeg de orde van groothertog Leopold van Baden nieuwe statuten. De commandeursrang verviel en de orde werd voor vorsten en hoge ambtenaren die zich "Excellentie" mochten laten noemen gereserveerd.
Een bekende dager van deze orde was Baron von Steuben die de ster en het kleinood droeg tijdens de Amerikaanse revolutie.
De orde bestond sinds 1840 uit een enkele rang. De ridders droegen een ster (al dan niet met zwaarden) en een groot rood geëmailleerd kruis met vier ineengestrengelde C's aan een geeloranje lint met zilveren randen. Het medaillon toont en veelkleurige rots, het monogram en de tekst "Fidelitas" (Latijn voor "Trouw") en op de keerzijde het wapen van Baden.
De Orde bleef ook na de val van de monarchie in 1918 de huisorde van de voormalige groothertogelijke familie. Grootmeester is Maximilian (Max), markgraaf van Baden en titulair groothertog van Baden
In de 18e eeuw was Baden nog geen staat van groot aanzien. De orde was dan ook minder in tel. Onder de bekendere ridders vinden we Friedrich Wilhelm von Steuben, Kamerheer van de Vorst van Baden-Durlach. 
In de Franse Tijd was Baden een trouw bondgenoot van Napoleon I. De Huisorde van de Trouw werd in die tijd aan Fransen uitgereikt. Ook onderdanen van het Koninkrijk Holland werden in de Badense ridderorde opgenomen. Een van de grootkruisen was de Nederlandse edelman Lodewijk van Heeckeren van de Cloese die het grootkruis op 11 november 1807 verwierf.
In de 19e en 20e eeuw was Baden een aanzienlijk Zuid-Duits Groothertogdom. De Huisorde van de Trouw werd nu aan vorsten en belangrijke staatslieden verleend.
Huisorde van de Trouw · 
Militaire Karl-Friedrich-Verdienstorde · 
Orde van Berthold de Eerste ·
Orde van Berthold de Eerste van Zähringen · 
Orde van de Leeuw van Zähringen ·
Herinneringskruis voor de Veldtocht van 1870/71
Zie ook: Ridderorden in Baden · Onderscheidingen in Baden